# سومینن
سومینن (انگلیسی: Suominen) شرکت نساجی فنلاندی است، که در سال ۱۸۹۸ تأسیس شد.